# Shelby (Alabama)
Shelby statisztikai település az USA Alabama államában, Shelby megyében. Lakosainak száma 940 fő (2020. április 1.).

## Népesség
A település népességének változása:

| 2010 | 1 044 |
| 2020 | 940   |